# Castillo de Mayoralgo
El castillo de Mayoralgo o castillo de Garabato es una fortaleza del siglo siglo XIII. Se encuentra en el término municipal español de Aldea del Cano, provincia de Cáceres, Extremadura.
Forma parte de la lista roja de patrimonio en peligro de Hispania Nostra.

## Historia
El linaje de Mayoralgo proviene de sus antecedentes de la familia de los Blazquez, que habían llegado en tiempos de la Reconquista en el año 1229. Algunos historiadores lo identifican con los antiguos Munió Blazquez I que fue el comienzo de la cadena de este linaje en tierras cacereñas. Poco más adelante, en el año 1282, ya había varios miembros en el reparto de tierras que mandó hacer el rey Sancho IV El Bravo, hecho que fue documentado.

## Construcción
En el año 1320 otro Blasco Muñoz, el segundo, creó mediante un acta fundacional, un mayorazgo que incluye la torre de Blasco Muñoz y gracias a ella se conocen los datos más antiguos del castillo, como es la época de construcción del mismo que fue a comienzos del siglo XIV. Con el tiempo, el nombre del linaje Mayoralgo derivó hacia Mayorazgo, tal y como se les conocía en Cáceres por ser el primero que allí se instituyó.
El castillo está construido sobre un cerro de granito, también conocido como piedra berroqueña. La Torre del Homenaje se alza sobre el cuerpo principal del castillo y se construyó durante el primer cuarto del siglo XIV. Aún mantiene alguna de las almenas, saeteras y matacanes en la zona alta de castillo. En el interior hay dos pozos de qagua que permitían el suministro del interior.
En la plataforma del nivel inferior, hacia poniente, está el cuerpo que hace las funciones de ante-muralla que parece que se usaba más para servicios del castillo como caballerizas, almacenes, entre otros. Sin embargo disponía de una gran cantidad de elementos defensivos con puertas en recodo, que hacían a este recinto casi inexpugnable. Cuando empezaron a desaparecer las condiciones de inestabilidad que habían hecho necesarias estas defensas, quedó progresivamente en desuso y se atendió más a mejorar las necesidades de habitabilidad y hacia finales del siglo XVI quedó deshabitado a la vez que se construyó una gran casa-palacio junto al palacio.
El castillo se encuentra a la margen derecha de la carretera N-630, Gijón- Sevilla, entre Aldea del Cano y Cáceres, frente a la «casa fuerte de La Cervera».